# Quenouille de Gargantua

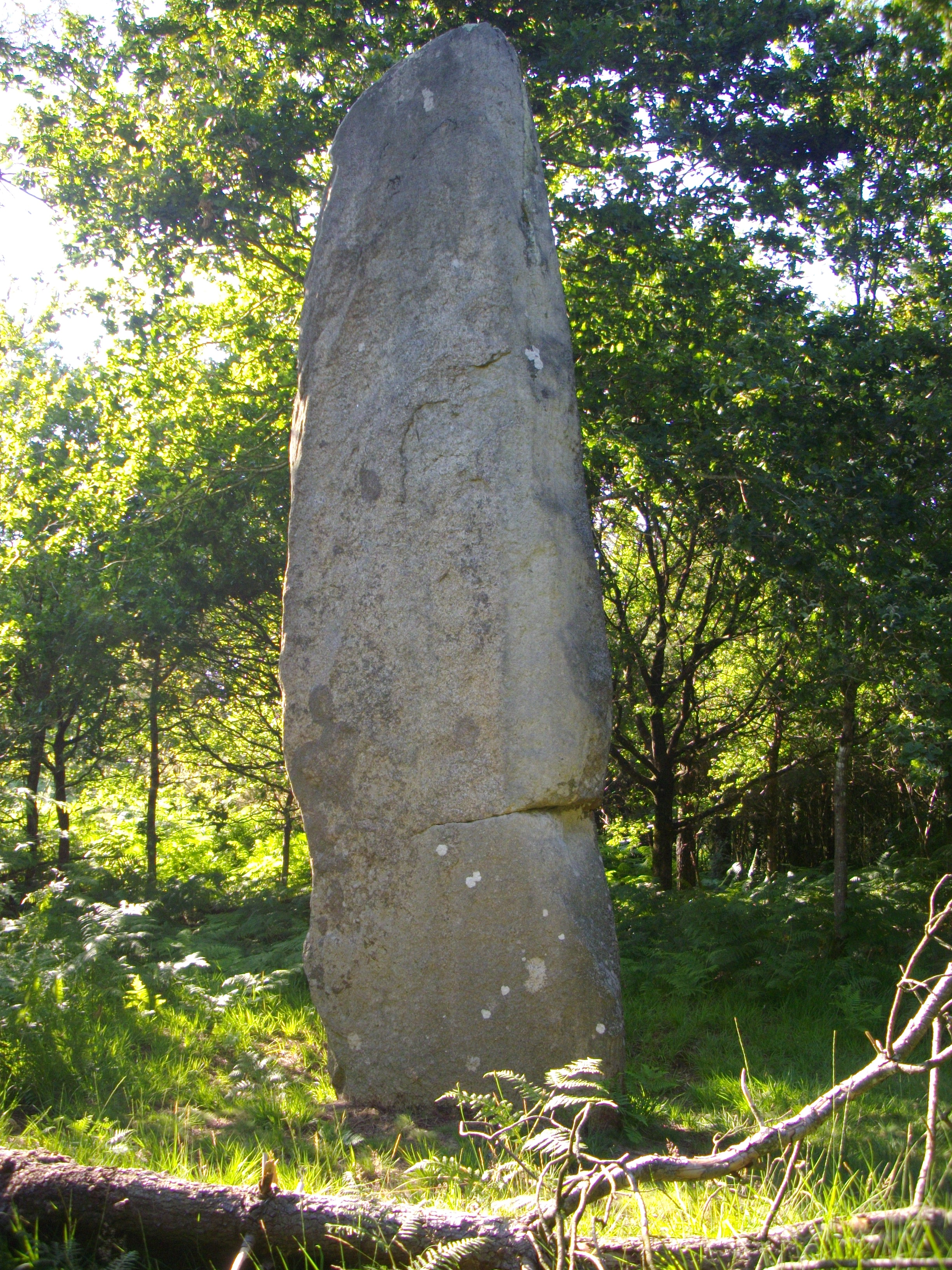
Quenouille de Gargantua

Der Menhir Quenouille de Gargantua (auch Quenouille du Gargantua genannt – deutsch „der Spinnrocken des Gargantua“) steht im Wald westlich von La Croix Peinte, westlich und nahe der Straße D126 zwischen Plaudren (im Südwesten) und Plumelec im Département Morbihan in der Bretagne in Frankreich.
Der Menhir hat eine Höhe von 5,7 m, eine Breite von 1,5 m und ist bis zu 0,7 m dick. Etwa 60,0 m entfernt liegt die aus vier kleinen Menhiren (der größte ist etwa 1,60 m hoch) bestehende Steinreihe „Alignement de la Croix Peinte“.
Gargantua ist der Name eines mythischen Riesen, den François Rabelais in seinem Romanzyklus Gargantua und Pantagruel im 16. Jahrhundert bekannt machte. Es gibt einen Dolmen mit dem Namen Les Palets de Gargantua im Département Indre-et-Loire und den Steinhügel „Hottée de Gargantua“ bei Molinchart.